# Lyons (Pennsylvania)
Lyons  è una borough degli Stati Uniti d'America, nella contea di Berks nello Stato della Pennsylvania. Secondo il censimento del 2000 la popolazione è di 504 abitanti.

## Società

### Evoluzione demografica
La composizione etnica vede una maggioranza della razza bianca (97,62%), seguita da quella afroamericana (0,99%) dati del 2000.
| borough di Lyons Popolazione |     |
| 2000                         | 504 |
| Stima al 2009                | 513 |